# 丰特内
丰特内（法語：Fontenet，法語發音：[fɔ̃tnɛ]）是法国滨海夏朗德省的一个市镇，位于该省中东部，属于圣让当热利区。

## 地理
丰特内（45°54'45"N, 0°27'13"W）面积10.27 平方千米，位于法国新阿基坦大区滨海夏朗德省，该省份为法国西部滨海省份，北起旺代省，西临大西洋，南至吉倫特省，东南接多爾多涅省，东北接德塞夫勒省接壤，东临夏朗德省。
与丰特内接壤的市镇（或旧市镇、城区）包括：阿涅尔拉日罗、圣于连德莱斯卡普、圣梅姆、瓦赖兹。

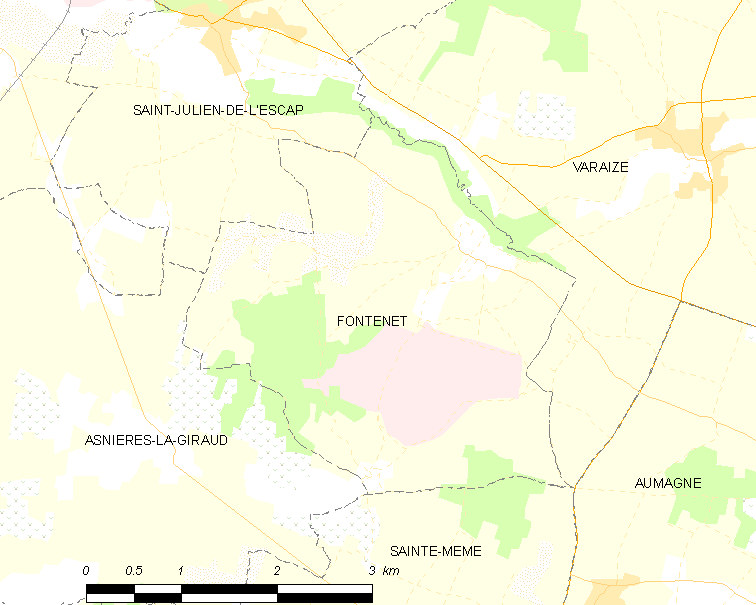
丰特内的OSM定位图

丰特内的时区为UTC+01:00、UTC+02:00（夏令时）。

## 行政
丰特内的邮政编码为17400，INSEE市镇编码为17165。

## 政治
丰特内所属的省级选区为马塔县。

## 人口

1962-2008年间丰特内人口变化图示

丰特内于2022年1月1日时的人口数量为392人。